# Valență
Valența caracterizează capacitatea de combinare a unui atom al unui element chimic cu alți atomi. Ea este dată de numărul electronilor cu care atomul participă la formarea legăturilor chimice (aceștia fiind electroni de valență) și variază în funcție de atom și grupare chimică. Valența este un număr egal cu numărul de atomi de hidrogen (sau echivalenți ai acestuia) cu care se poate combina un atom al unui anumit element sau al unui radical. În sens figurat, valență semnifică o însușire, posibilitate (de dezvoltare).
Conceptul de valență a fost dezvoltat în cea de-a 2-a jumătate a secolului 19, fiind folosit cu succes în explicarea structurii moleculare ale compușilor organici și anorganici.
Acest termen a fost preluat ulterior în știința lingvistică pentru a denumi capacitatea combinatorie a verbului nucleu al unui predicat gramatical cu celelalte cuvinte funcții sintactice componente ale predicatului, cum ar fi nume predicativ, complement de obiect direct, etc. Prima lucrare științifică ce explorează metafora valenței este eseul "The Logic of Relatives" din 1897 al autorului american Charles Sanders Peirce.

## Valori
În general, numărul grupei principale indică valența maximă a elementelor. Valența se poate raporta la hidrogen sau la oxigen. Valența elementelor raportată la hidrogen crește în perioadă de la grupa I-A la grupa IV-A, apoi scade. Pentru elementele din grupele V-A, VI-A și VII-A valența față de hidrogen se stabilește cu ajutorul relației:
Valența = 8 - nr. grupei principale. Valența maximă a elementelor față de oxigen este egală cu numărul grupei principale (excepție făcând fluorul, care este constant monovalent). Nemetalele din grupele V-A, VI-A și VII-A pot avea și valențele cu două unitați mai mici decât valoarea maximă față de oxigen. Elementele din grupa VIII-A, grupa gazelor rare (nobile), nu au valență.
Electrovalența reprezintă valența elementelor care se transformă ușor în ioni și este egală cu numărul de electroni cedați sau acceptați.
Covalența reprezintă valența exprimată prin numărul de electroni pe care un atom îi pune în comun cu electronii altui atom. Covalența se notează cu cifre romane scrise în paranteză în dreapta simbolului chimic. De exemplu: H(I), O(II).
Valența elementelor se consideră față de două elemente: 
- Hidrogen - constant monovalent
- Oxigen - constant divalent